# Drzewo

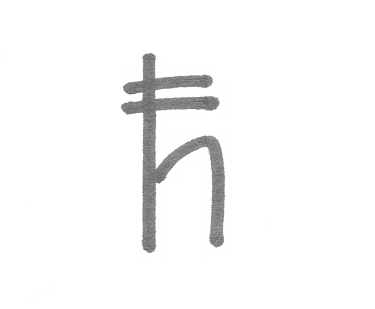
Symbol drzewa stosowany w zielnikach i przewodnikach

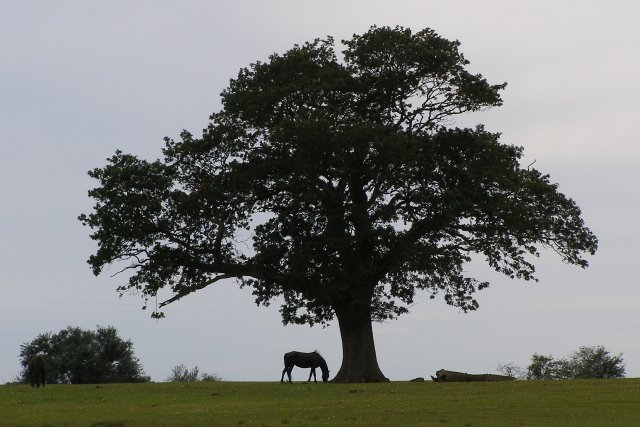
Soliterowy dąb

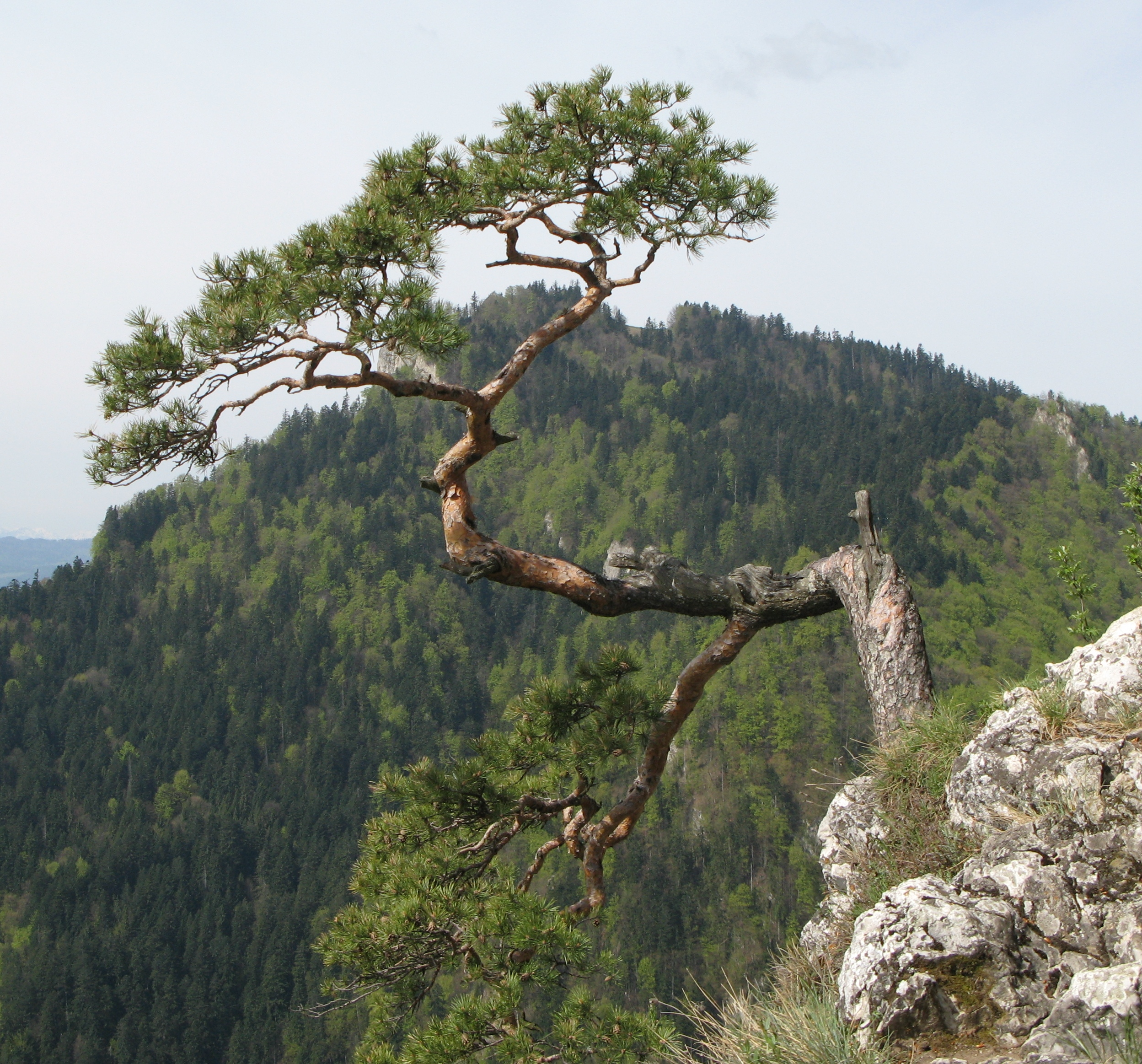
Sosna pospolita

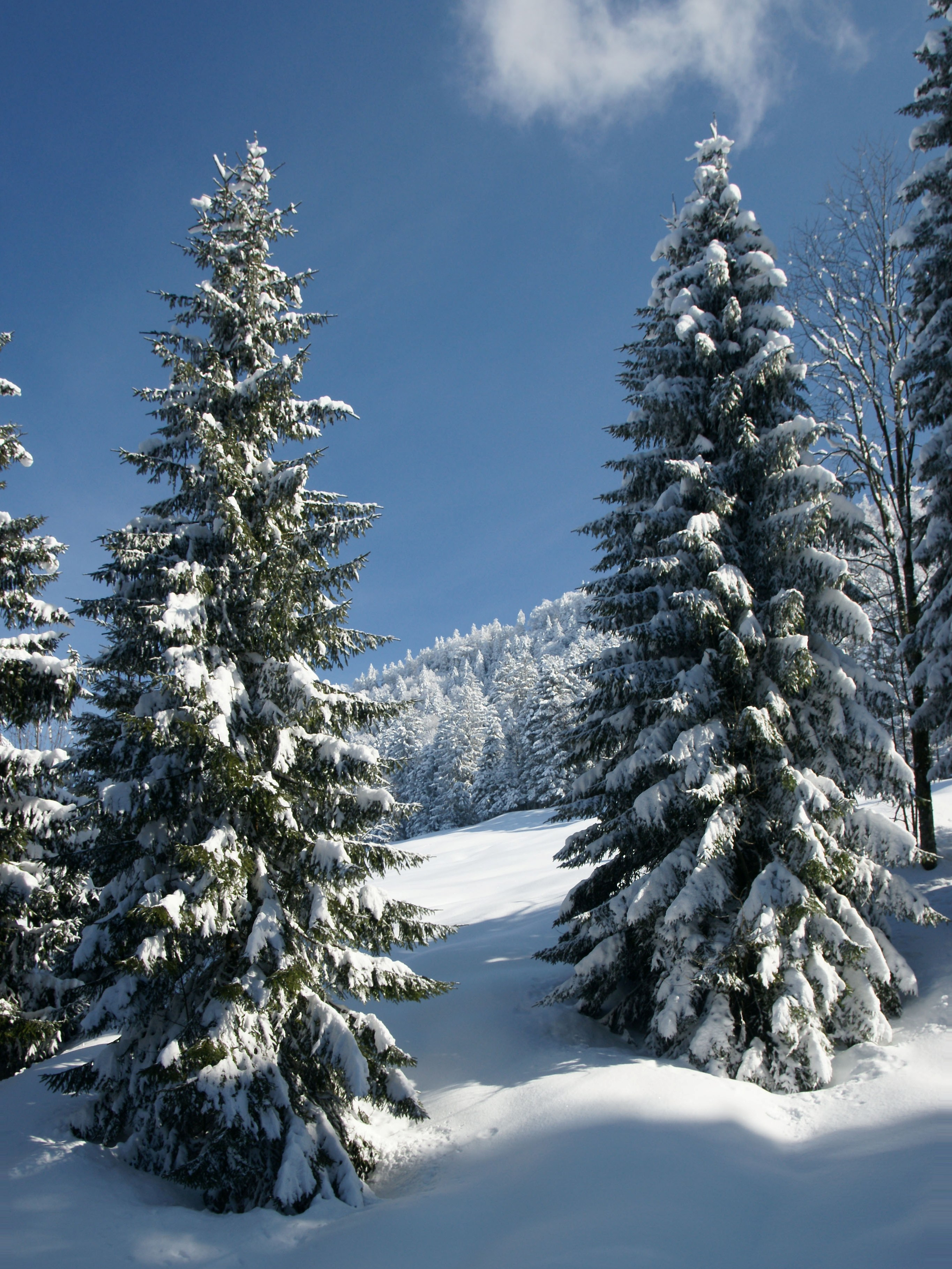
Drzewo iglaste (świerki) w okresie fenologicznej zimy

Drzewo – wieloletnia roślina o zdrewniałym jednym pędzie głównym (pniu) albo zdrewniałych kilku pędach głównych i gałęziach tworzących koronę w jakimkolwiek okresie podczas rozwoju rośliny. Do drzew zaliczają się największe rośliny lądowe. Grupa ta nie jest taksonem – grupuje tylko organizmy roślinne podobne morfologicznie i funkcjonalnie. Od innych roślin drzewiastych (krzewów i krzewinek) różnią się posiadaniem pnia lub pni rozgałęziających się dopiero od pewnej wysokości. Do drzew zalicza się niekiedy rośliny posiadające kłodzinę zamiast pnia zakończoną pękiem liści tj. paprocie drzewiaste, sagowcowe, palmy, pandany, juki i draceny. Oprócz drzew typowych i kłodziniastych wyróżnia się również sukulenty drzewiaste (np. niektóre kaktusy) czy drzewiaste trawy (bambusy). Dział botaniki zajmujący się drzewami to dendrologia (gr. δένδρον – drzewo). W Polsce kilkadziesiąt tysięcy najstarszych i najbardziej okazałych drzew podlega ochronie prawnej jako pomniki przyrody. W leksykonach lub spisach gatunków roślin drzewa bywają oznaczane symbolem podwójnie kreślonego h, przypominającym symbol Saturna lub alchemiczny symbol ołowiu (pojedynczo kreślone h, czyli ħ, oznacza krzew). Na całym świecie rośnie obecnie około 3 bilionów 40 miliardów drzew.

## Morfologia
Drzewa posiadają zróżnicowaną budowę części nadziemnej. Z powierzchni ziemi wyrasta pień, który od pewnej wysokości otoczony jest koroną składającą się z rozdzielających się gałęzi zakończonych liśćmi. Pień oraz starsze, grubsze gałęzie są zdrewniałe, młode drewnieją z końcem okresu wegetacyjnego. Pień może na wysokości początku korony dzielić się na grubsze gałęzie, nazywane konarami, lub też może przebiegać pionowo w górę przez koronę, czasami nawet niemal do końca wysokości drzewa (zobacz: strzała, kłoda). Nieco odmiennym typem morfologicznym drzewa jest kłodzina, która nie wytwarza bocznych rozgałęzień i jest pojedynczym pniem zakończonym pióropuszem liści. Niektóre rośliny potocznie uznawane za drzewa wykształcają jedynie tzw. pień pozorny, pozostając bylinami (np. banan i niektóre inne imbirowce). Drzewa rosną pojedynczo (soliter), w grupach (zadrzewienia) lub tworząc rozległe skupienia (lasy).
Ogólny kształt części nadziemnej drzewa (pnia i korony, w tym ułożenia gałęzi) określa się mianem pokroju drzewa. Wyróżnia się pokrój stożkowaty, kolumnowy, okrągławy i parasolowaty.

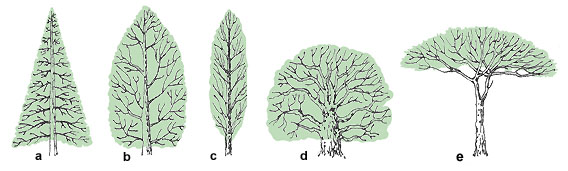
Pokrój drzewa: a,b. stożkowaty, c. kolumnowy d. okrągławy, e. parasolowaty

## Cykl rozwojowy
Życie drzewa zwykle zaczyna się od kiełkowania nasiona, jednak człowiek często wykorzystuje rozmnażanie bezpłciowe, które jest bardziej ekspansywne. Po ukorzenieniu rozpoczyna się okres wzrostu drzewa. Pierwsze lata to faza młodociana – okres decydujący. Kolejny etap to lata szybkiego wzrostu, w których tempo rozwoju jest zależne od warunków klimatycznych, dostępności do wody i światła słonecznego.
W ciągu życia drzewo ciągle powiększa przekrój pnia i gałęzi. Za wzrost tego rodzaju odpowiada miazga, tzw. kambium, czyli warstwa nieustannie dzielących się komórek znajdujących się pod korą drzewa. Na przekroju pnia można zobaczyć wyraźne pierścienie przyrostów rocznych, które dają informację na temat wieku danego drzewa. Każdy pierścień pokazuje przyrost drewna podczas jednego okresu wegetacyjnego.

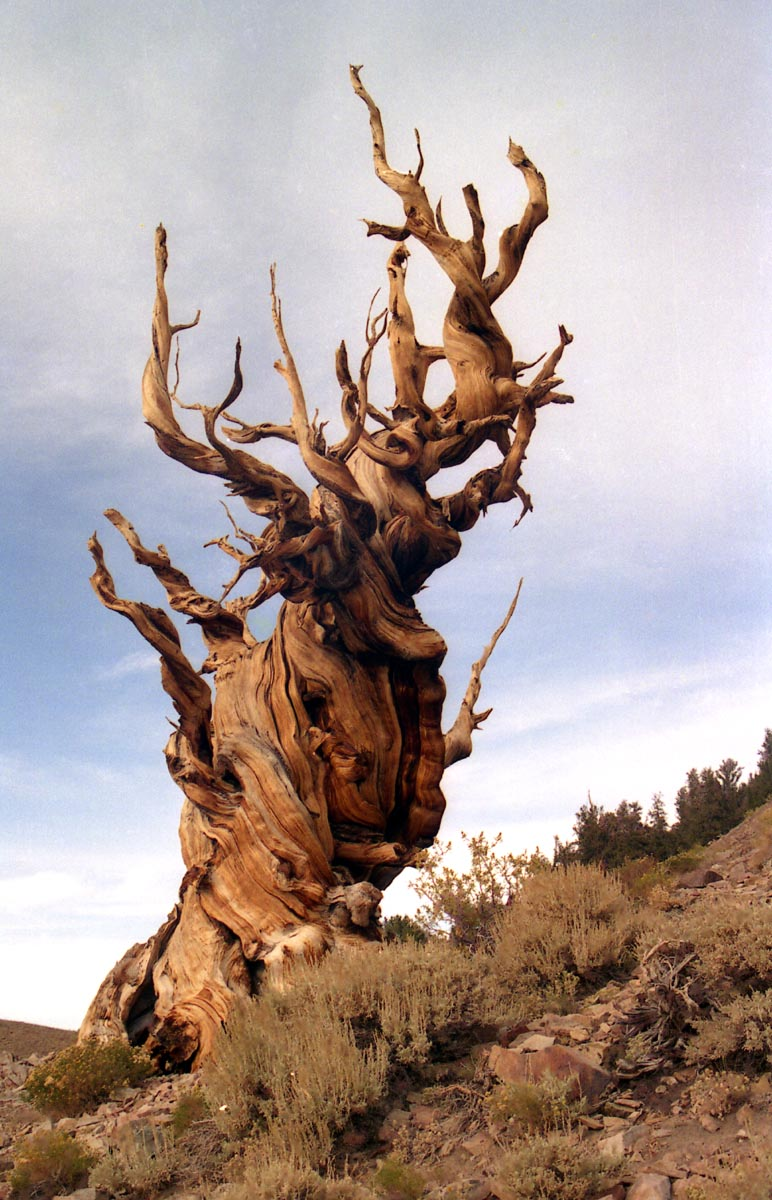
Sosna długowieczna

Roczny przyrost drewna w Polsce nie jest równomierny, gdyż sezon wegetacyjny nie trwa przez cały rok, zaś mając dwa okresy wegetacyjne w roku – drewno składa się z dwóch rodzajów słojów: jasnego i ciemnego. Słój jasny powstaje wczesną wiosną. Słój ciemny powstaje późnym latem.
Czasem wraz z wiekiem tempo wzrostu drzew spowalnia, aż w końcu ulega zahamowaniu. Takie okazy mogą żyć jeszcze wiele lat, jednak często zostają zaatakowane przez szkodniki lub grzyby, naruszające ich równowagę biologiczną, co doprowadza do ich powolnej śmierci. W przeważającej większości badanych przypadków jednak tempo wzrostu wraz z wiekiem długo nie maleje, a im większe i grubsze jest drzewo, tym tempo asymilacji dwutlenku węgla i przyrostu masy jest większe. Dotyczy to zwłaszcza drzew rosnących w towarzystwie innych drzew konkurujących o światło.
Wiele gatunków drzew charakteryzuje się długowiecznością. W Polsce wiek poszczególnych dębów oraz cisów dochodzi do 1000 lat. Najstarszym drzewem w Polsce jest cis pospolity, który rośnie na terenie prywatnym w Henrykowie Lubańskim (województwo dolnośląskie). Wiek drzewa ocenia się na ok. 1250 lat, obwód 512 cm, wysokość 13 m. Najbardziej sędziwy wiek osiągają okazy sosny długowiecznej (Pinus longaeva) rosnące w Górach Białych (ponad 4700 lat). Często określa się je mianem najstarszych roślin na Ziemi, jednak żyją znacznie krócej od wegetatywnie rozmnażających się okazów topoli osikowych i niektórych krzewów (np. okaz Lomatia tasmanica z Tasmanii istnieje od 43,6 tys. lat). Z tego też względu czasem najstarszym drzewem określa się Old Tjikko, okaz świerka pospolitego, którego system korzeniowy miał w czasie odkrycia (2004) ok. 9550 lat, mimo że pień jest o wiele młodszy. Nawet najkrócej żyjące gatunki drzew dożywają zwykle kilkudziesięciu lat, nierzadko gatunki określane jako krótkowieczne (np. sumak octowiec lub topola osika) mają jedynie stosunkowo krótkotrwałe poszczególne pędy nadziemne, podczas gdy całe organizmy żyją znacznie dłużej tworząc z pędów podziemnych kolejne drzewiaste pędy nadziemne.

## Systematyka i pochodzenie
W nowożytnych systemach klasyfikacji roślin drzewa nie stanowią taksonu – nie są spokrewnione. Formy drzewiaste roślin wyróżniane są w różnych współczesnych i kopalnych jednostkach taksonomicznych roślin lądowych: lepidofitach (widłakach drzewiastych), paprociach, nagonasiennych i okrytonasiennych. W pewnych taksonach formy drzewiaste lub krzewiaste są jedyne lub niemal jedyne (np. nagonasienne, wierzbowate), w niektórych są rzadkie (np. astrowate), a w innych częste są zarówno drzewa, krzewy, jak i rośliny zielne (np. różowate).
Obecnie wyróżnia się 60 065–80 000 gatunków drzew, co stanowi 20% wszystkich gatunków roślin nasiennych. Najliczniejszymi w drzewa rodzinami są: bobowate, marzanowate i mirtowate, a do 10 największych rodzin należy łącznie 45% gatunków drzew. Miejscami, w których występuje najwięcej gatunków drzew są Brazylia, Kolumbia i Indonezja.

### Podział tradycyjny
W leśnictwie, jak i w tradycji, stosuje się podział na drzewa iglaste i liściaste oraz na grupy użytkowe (np. drzewa owocowe, ozdobne, leśne).
- Drzewa iglaste (szpilkowe) należą do nagonasiennych. Mają liście w postaci igieł lub łusek. W zdecydowanej większości są wiecznie zielone (tzn. nie zrzucają igieł na okres niekorzystnych warunków) – wyjątkiem są modrzewie, metasekwoje, cypryśnik błotny, modrzewniki oraz Glyptostrobus pensilis. Drzewa iglaste dominują w górach oraz zimnym klimacie dalekiej północy. Niektóre gatunki występują również w lasach tropikalnych i na pustyniach[3]. Są dominantami lasów zajmujących strefy klimatyczne o krótkim sezonie wegetacyjnym, takich jak tajga lub niektóre lasy twardolistne, jak również lasów na obszarach o całorocznym sezonie wegetacyjnym, takich jak niektóre wilgotne lasy strefy umiarkowanej. W języku polskim pojęcie „iglaste” dotyczy również taksonu, do którego należą tego typu drzewa i krzewy (Pinopsida, znane również jako Coniferopsida). Niektórzy dendrolodzy do grupy drzew i krzewów iglastych na drodze wyjątku włączają również inne rośliny nagonasienne, nienależące do taksonu iglastych, mimo że mają one szerokie liście lub brak liści, takie jak uznawany za drzewo liściaste miłorząb dwuklapowy i przęśl[16]. W kulturze anglojęzycznej analogiczną grupę roślin określa się jako softwoods, niezależnie od rzeczywistej twardości drewna konkretnych przedstawicieli[3].
- Drzewa liściaste należą do okrytonasiennych. Mają stosunkowo szerokie blaszki liści. Występują i dominują w ciepłym i umiarkowanym klimacie, przy czym w klimacie umiarkowanym przeważnie zrzucają zimą liście. W kulturze anglojęzycznej analogiczną grupę roślin określa się jako hardwoods lub broadleaf trees[3].

Stosowany w polskiej tradycji podział dotyczy drzew i krzewów występujących współcześnie w strefie umiarkowanej i borealnej. Wyłamują się z niego niektóre drzewa i krzewy ze strefy międzyzwrotnikowej, takie jak przedstawiciele okrytonasiennych jednoliściennych: palmy, pandanowce, juki, draceny i in., a także nagonasienne sagowce i gniotowce czy paprocie drzewiaste. W literaturze botanicznej jednak również one określane są jako drzewa.

### Ewolucja drzew
Skamieliny najstarszych znanych drzew paleontolodzy odnaleźli w latach 70. XIX w. w Gilboa w stanie Nowy Jork, USA. Nazwano je Eospermatopteris. Na podstawie fragmentów pni nie można było określić wyglądu całych roślin i przez lata powstało wiele ich wyobrażeń. W 2007 roku znaleziona została także korona drzewa, co pozwoliło poznać je w całości. Drzewa te rosły ok. 385 mln lat temu.
Jednym z pierwszych był również Archaeopteris, wyewoluował na Ziemi około 370 milionów lat temu. W miarę jego rozprzestrzeniania na Ziemi pojawiły się spore ilości tlenu, co pomogło w kolonizacji planety innym organizmom. W karbonie, dzięki ciepłemu i wilgotnemu klimatowi zaczęły rozwijać się gęste lasy złożone z Lepidodendronów, a u schyłku okresu pojawiły się pierwsze nagonasienne. W okresie trwania ery mezozoiku, podczas drastycznych zmian klimatycznych, najlepiej dostosowały się drzewa iglaste i miłorzęby. Pierwsze drzewa okrytonasienne wyewoluowały w okresie kredy. W trzeciorzędzie drzewa skolonizowały niemal wszystkie lądy, pojawiły się dęby, brzozy, cedry, klony, lipy. W okresie zlodowaceń na terenie dzisiejszej Europy wymarło wiele gatunków drzew, przez co nasza flora jest uboższa niż np. amerykańska, której pomogły uwarunkowania topograficzne.

## Zastosowanie

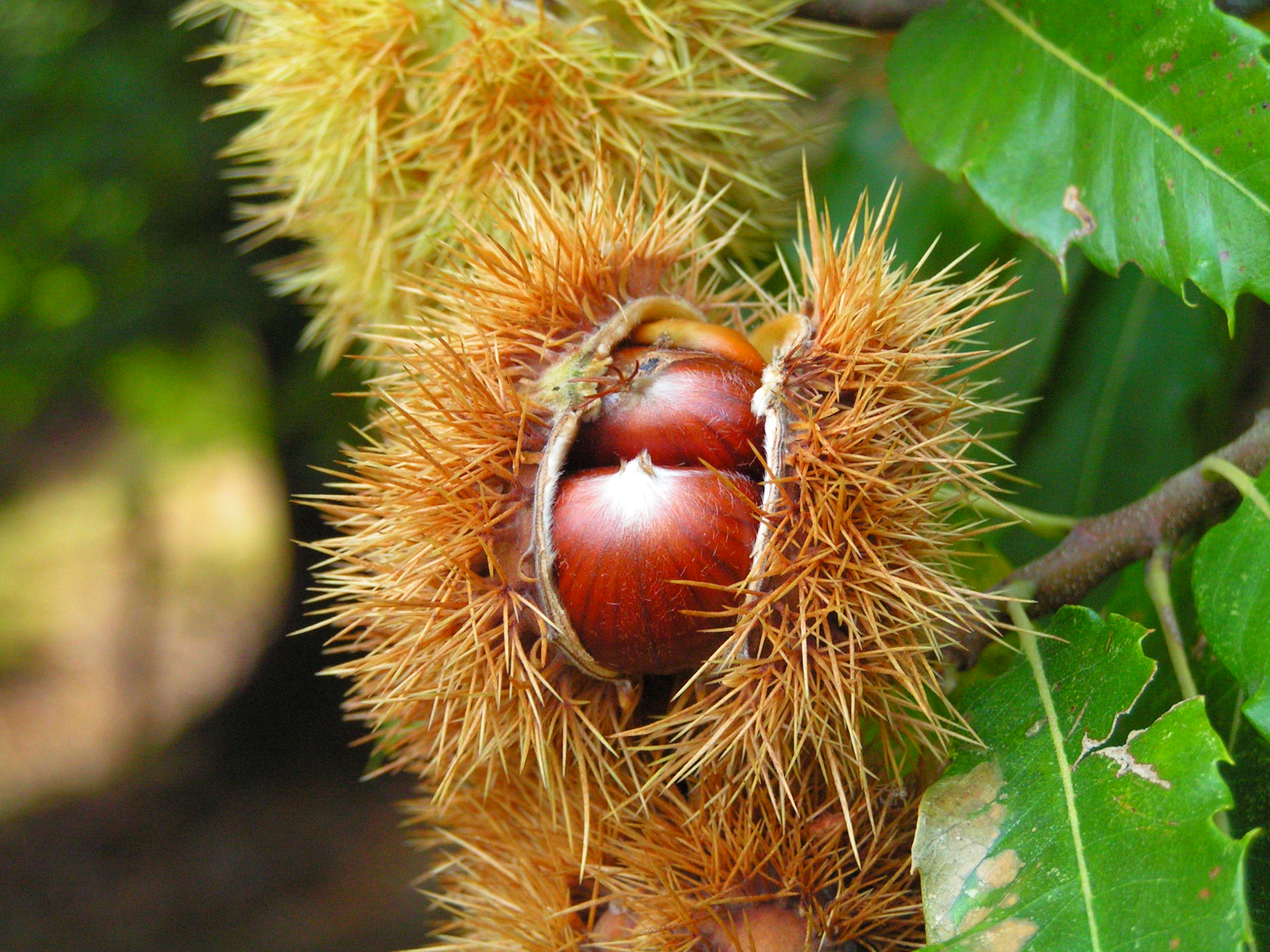
Jadalne owoce kasztana

Drzewa odgrywają dużą rolę w życiu człowieka, dostarczają m.in. jeden z materiałów budowlanych, jakim jest drewno, a także takie substancje jak żywica lub kauczuk. Drewno wykorzystywane jest również jako materiał opałowy dostarczający energii cieplnej. Jednym z powszechnych zastosowań jest również produkcja papieru. Pewne części niektórych drzew mogą być wykorzystywane w celach spożywczych – przede wszystkim owoce, ale także kora (cynamonowiec), liście (herbata), nasiona (kawa), a nawet kwiaty (goździkowiec). Stosuje się je także w ziołolecznictwie, np. liście brzozy lub orzecha włoskiego, kora wierzby czy kwiaty lipy.
Drzewa zapobiegają erozji i łagodzą wpływ pogody na ekosystem pod koroną drzew.

## Rodzaje drzew rodzime w Polsce
Liściaste:
- dąb (Quercus)
- buk (Fagus)
- brzoza (Betula)
- jabłoń (Malus)
- jarząb (Sorbus)
- jesion (Fraxinus)
- olsza (Alnus)
- głóg (Crataegus)
- grab (Carpinus)
- topola (Populus)
- klon (Acer)
- lipa (Tilia)
- śliwa (Prunus) (w tym: czeremcha Padus i wiśnia Cerasus)
- wierzba (Salix)
- wiąz (Ulmus)

Iglaste:
- sosna (Pinus)
- świerk (Picea)
- jodła (Abies)
- modrzew (Larix)
- cis (Taxus)

## Najwyższe drzewa
Na świecie:

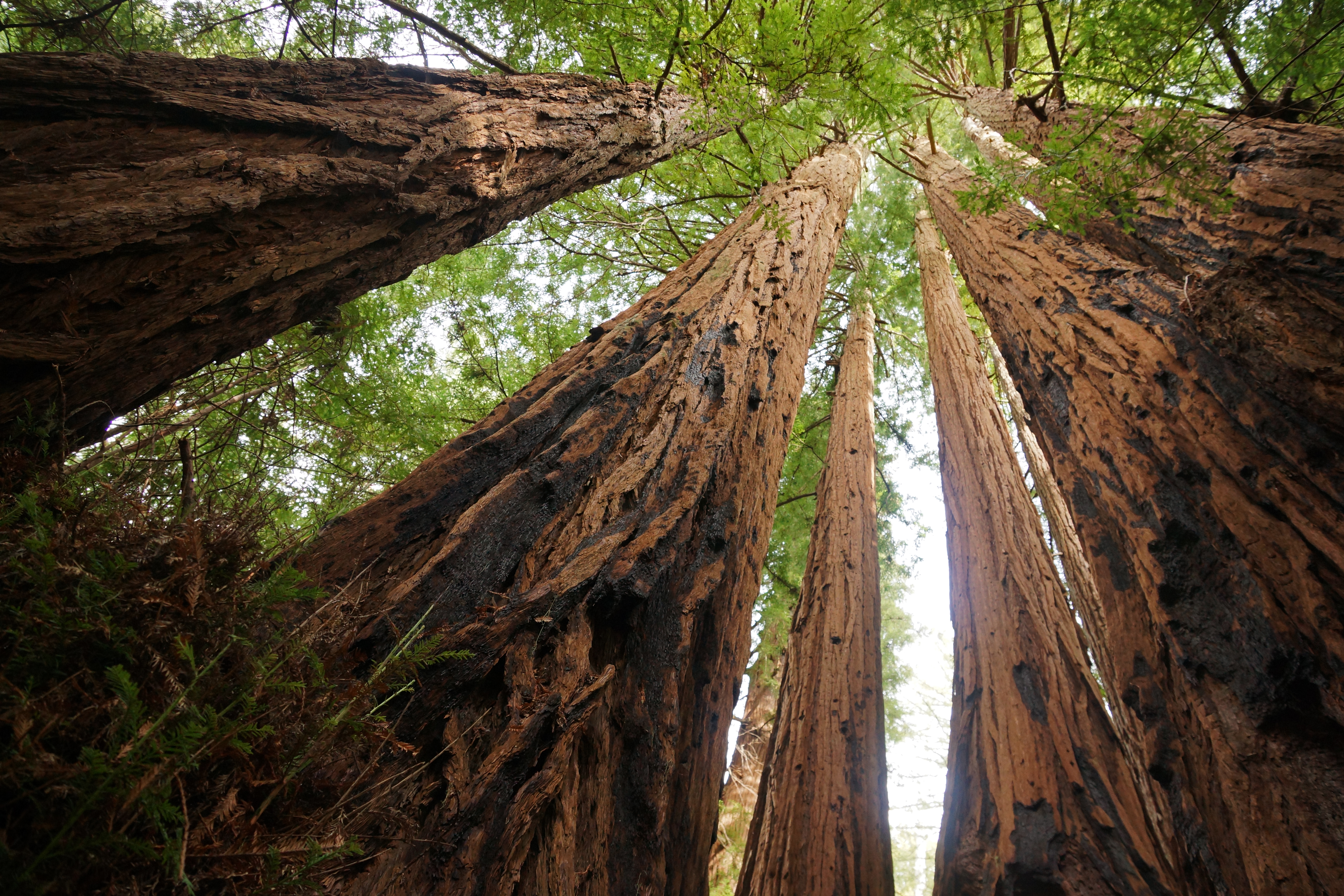
Słynące z wysokości sekwoje wieczniezielone

- Eukaliptus królewski (Eucalyptus regnans): Zachowały się doniesienia z XIX wieku (często kwestionowane) o drzewach osiągających 132,6 m i 114,3 m wysokości[20]. Współcześnie najwyższym drzewem tego gatunku jest Centurion rosnący na Tasmanii osiągający 99,6 m[21].
- Sekwoja wieczniezielona (Sequoia sempervirens): 115,6 m, Park Narodowy Redwood, Kalifornia, USA[22].
- Daglezja zielona (Pseudotsuga menziesii): 99,4 m, hrabstwo Coos, Oregon, USA[23].
- Świerk sitkajski (Picea sitchensis): 96,7 m, Park stanowy Prairie Creek Redwoods, Kalifornia, USA[24].
- Mamutowiec olbrzymi (Sequoiadendron giganteum): 94,9 m, Redwood Mountain Grove, Park Narodowy Kings Canyon, Kalifornia, USA[25].

W Polsce:
- Daglezja zielona (Pseudotsuga menziesii): 58,2 m, Nadleśnictwo Ujsoły[26][27].
- Świerk pospolity (Picea abies): 51 m Puszcza Białowieska[28].

## Najstarsze drzewa
Na świecie:
- Świerk pospolity (Picea abies) Old Tjikko w Dalarna: ok. 9550 lat, na wysokości 910 m n.p.m. w Fulufjället w prowincji Dalarna (Szwecja)[29][30].
- Sosna długowieczna (Pinus longaeva) Methuselah; ok. 4500 lat, rośnie w Górach Białych w Kalifornii[31][32].
- Uwaga: Poszczególne okazy drzew rozprzestrzeniających się wegetatywnie (np. topola osikowa) mogą żyć nieprzerwanie od nawet miliona lat tworząc dziesiątki tysięcy pni na powierzchni dziesiątków ha[33][34].

W Polsce:
- Cis Henrykowski w Henrykowie Lubańskim: ok. 1290 lat[35].
- Dąb Rus w Rogalinie: ok. 800 lat[36].
- Dąb Chrobry koło Piotrowic: ok. 760 lat[35][36].
- Dąb Bartek koło wsi Bartków: ok. 680 lat[35] lub ok. 540 lat[36].

Dokładny wiek bardzo starych drzew jest trudny do ustalenia, gdyż często wewnętrzna część pnia jest spróchniała.